# Dipoena pusilla
Dipoena pusilla är en spindelart som först beskrevs av Eugen von Keyserling 1886.  Dipoena pusilla ingår i släktet Dipoena och familjen klotspindlar. Inga underarter finns listade i Catalogue of Life.